# Тормозная позиция

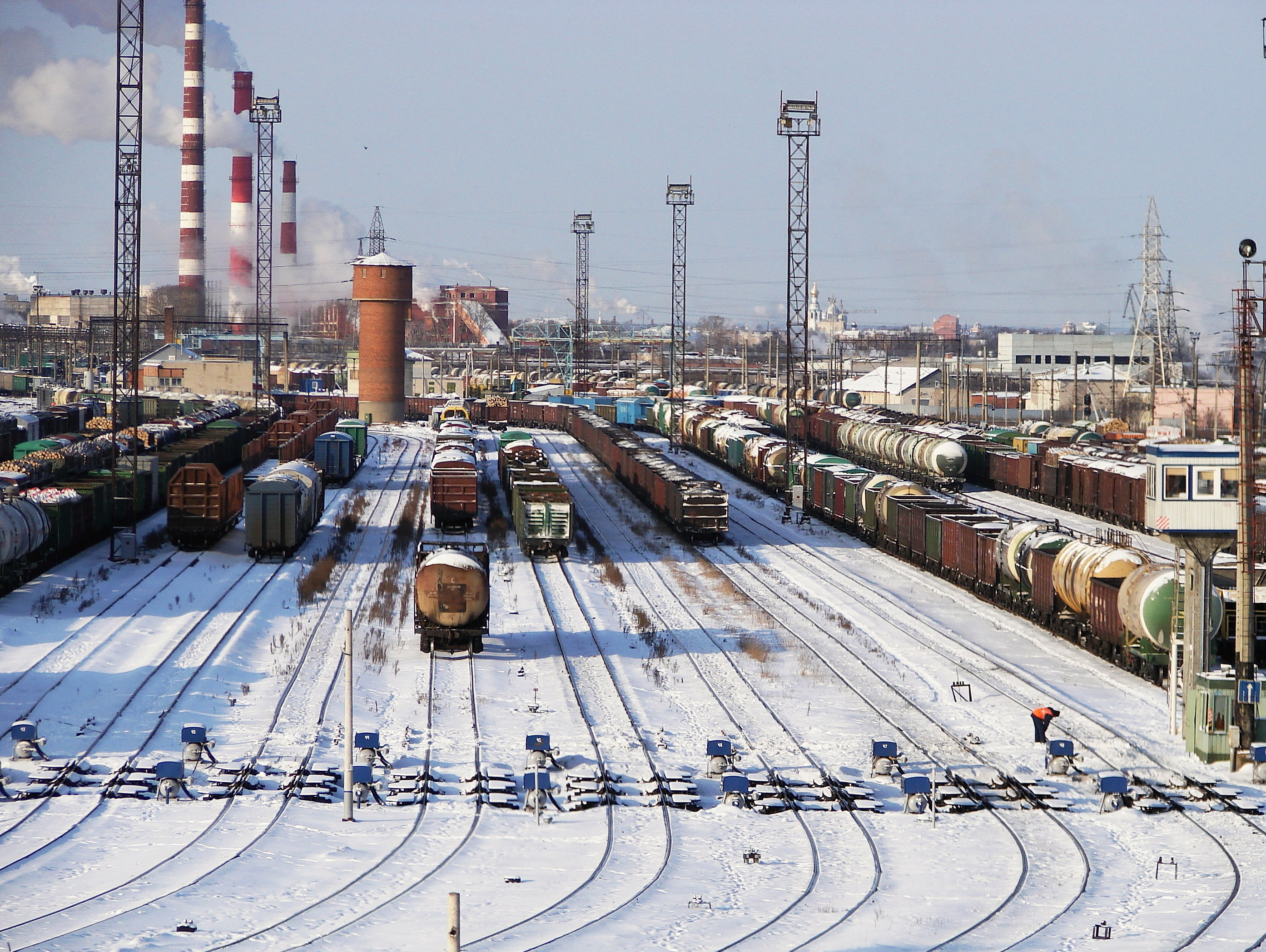
Механизированная парковая тормозная позиция с семью вагонными замедлителями и вышкой управления (справа)

Тормозная позиция — участок пути сортировочной горки, на котором осуществляется регулировочное торможение отцепов с избыточной скоростью движения.

## Классификация
Различают следующие тормозные позиции:
- ручные (с помощью тормозных башмаков)
- механизированные (посредством дистанционного управления вагонными замедлителями).

На сортировочных горках применяется трёхпозиционное регулирование скорости отцепов. Первая (верхняя) и вторая (пучковая) тормозные позиции устраиваются на спускной части горки, третья (парковая) — в начале сортировочных путей.

## Назначение

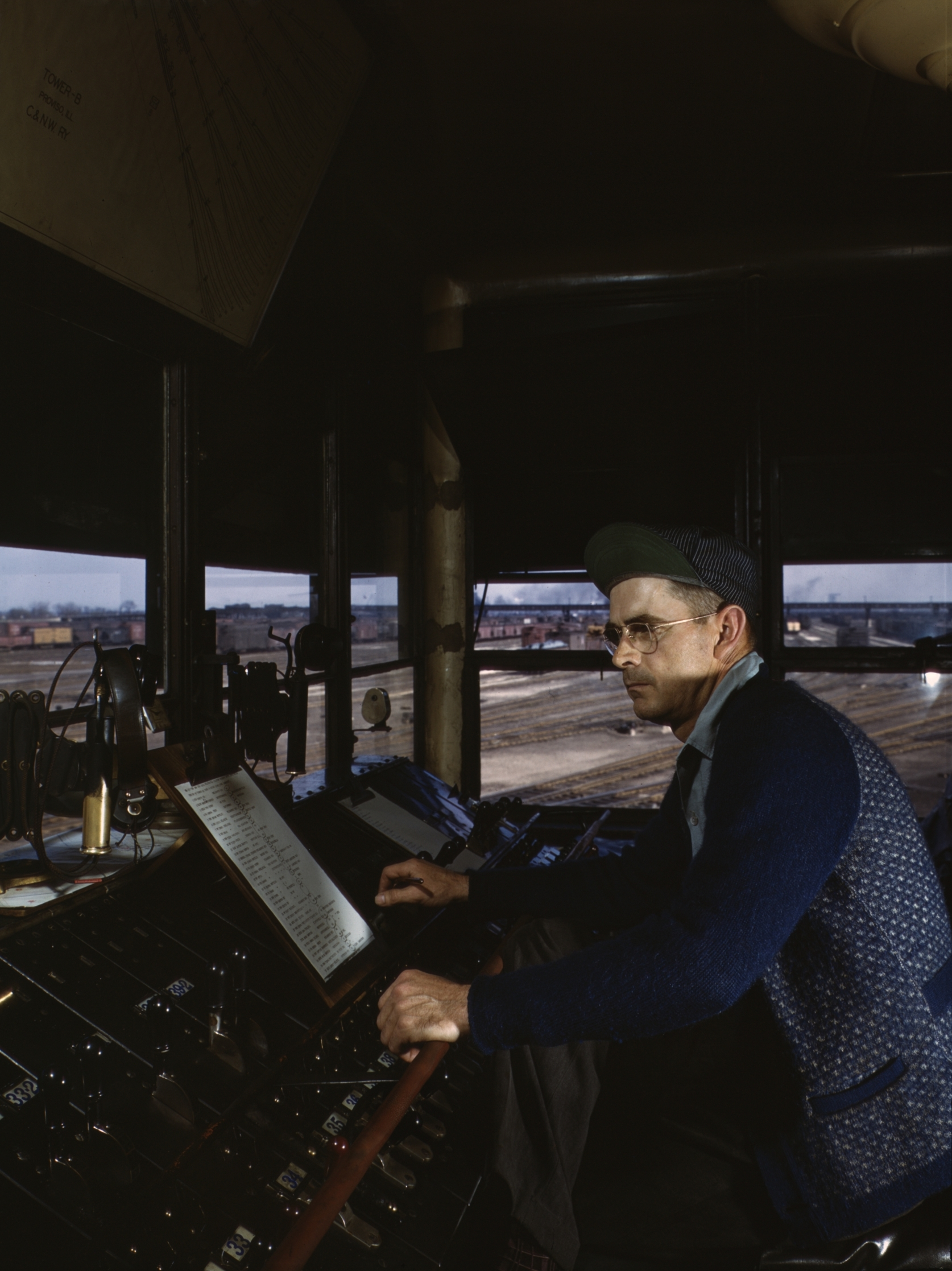
Регулировщик скорости на вышке управления. (Чикаго. 1943 год)

Тормозная позиция осуществляет интервальное регулирование между скатывающимися отцепами для разделения их на стрелках и нижележащей тормозной позиции и прицельное регулирование, обеспечивающее соединение скатывающихся отцепов с накопленными на парковых путях группами вагонов со скоростью не более 5 км/ч. Верхняя и пучковая тормозные позиции обеспечивают интервальное регулирование. При наличии интервала между движущимися отцепами в регулируемой зоне с помощью пучковой тормозной позиции осуществляется прицельное регулирование. Парковая тормозная позиция осуществляет только прицельное регулирование.

## Характеристики
Основные характеристики тормозной позиции определяются её длиной, временем срабатывания вагонных замедлителей, расчётной энергетической высотой, погашаемой при торможении вагонов. На верхней и пучковой тормозных позициях устанавливаются по два замедлителя для обеспечения работы при ремонте одного из них.